# 津市コミュニティバス (芸濃地域)
津市コミュニティバス（芸濃地域）（つしコミュニティバスげいのうちいき）では、三重県津市の旧芸濃町を運行するコミュニティバスについて説明する。

## 概要
- 運賃は「運賃制度」を参照。
- 当路線は曜日指定運行（後述）であるが、年末年始（12月29日から翌年1月3日）は運休する。
- 路線情報は2022年4月時点のものを記載した。

## 歴史
- 2002年（平成14年）9月 - 芸濃町コミュニティーバスの試験運行を開始。
- 2003年（平成15年）4月1日 - 本格運行開始を開始。各コース週4日運行。運賃は1乗車100円。
- 2004年（平成16年）9月13日 - 芸濃町総合庁舎への役場業務移転に伴い、経路を変更。
- 2005年（平成17年）11月1日 - 運行曜日を月曜 - 土曜に変更。
- 2006年（平成18年）1月1日 - 芸濃町が津市へ合併。
- 2010年（平成22年）4月1日 - 市内各地域で運行しているコミュニティバスの運賃や運行形態の格差を是正するため、見直しを実施。津市コミュニティバスの一部となる。運賃を1乗車200円に変更。週4日運行に変更。

## 運賃制度
運賃
- 大人200円、小人（小学生）100円。

※全区間共通。未就学児（幼児・乳児）は無料。なお、障害者手帳等の交付者とその介護者は半額、（津市オリジナルICカードの）シルバーエミカ所有者は無料となる（※津市内に住む65歳以上の方のみ）。
回数券
下記の3種を扱っている。
- 2,000円（200円券 12枚綴り）
- 1,000円（100円券 12枚綴り）
- 500円（50円券 12枚綴り）

※津市本庁舎交通政策課、各総合支所地域振興課、白山地域および美杉地域の各出張所で販売。
定期券
3カ月用と1カ月用を扱っている。
- 大人（中学生以上） - 3カ月：14,000円、1カ月：5,000円
- 小人（小学生のみ） - 3カ月：7,000円、1カ月：2,500円

※津市本庁舎交通政策課、各総合支所地域振興課、白山地域および美杉地域の各出張所で販売。

## 現行路線
中町・市場の各バス停にて三重交通の路線バスとの乗り継ぎが可能。

### 芸濃北ルート
火曜・木曜・金曜運行。
- 長徳寺 - 河原 - 藤ヶ丘 - 林町 - 楠原 - 林殿町 - 芸濃総合文化センター - 中町 - 赤塚クリニック - 椋本郵便局 - ぎゅーとらラブリー芸濃店 - イオンタウン芸濃 - 芸濃総合支所

### 芸濃南ルート
月曜・水曜・土曜運行。
- （北畑 - 錫杖湖水荘（） - 梅ヶ畑 - ）長徳寺 - 市場 - （南山東 - ）下川 - 北神山 - 萩野 - 椋本団地 - 赤塚クリニック - 中町 - 椋本郵便局 - ぎゅーとらラブリー芸濃店 - イオンタウン芸濃 - 芸濃総合支所 
  - 北畑 - 長徳寺間は1往復のみ運行し、南山東を経由する。

## 過去路線

### 芸濃巡回明ルート
- 芸濃総合文化センター - 林殿町 - 楠原 - 林町 - 西町 - 中町 - 芸濃総合支所 - ショッピングセンター - 芸濃総合文化センター

### 芸濃巡回安西ルート
- 芸濃総合文化センター - 芸濃総合支所 - 小野平 - 荻野 - ショッピングセンター - 芸濃総合支所 - 中町 - 芸濃総合文化センター

### 芸濃巡回雲林院ルート
- 芸濃総合文化センター - 市場 - 南山東 - 椋本団地 - 芸濃総合支所 - ショッピングセンター - 中町 - 芸濃総合文化センター

### 芸濃巡回河内ルート
- 芸濃総合文化センター - ショッピングセンター - 芸濃総合支所 - 中町 - 総合文化センター - 市場 - 落合の郷 - 北畑